# Uomo dei dolori (Geertgen tot Sint Jans)
L'Uomo di dolori è un dipinto del pittore olandese Geertgen tot Sint Jans, realizzato circa nel 1495 e conservato al Museo Catharijneconvent di Utrecht nei Paesi Bassi.
È attribuito a Geertgen tot Sint Jans e alla tradizione delle immagini devozionali del cosiddetto Uomo dei dolori o anche Uomo delle sofferenze, che di norma mostrano Cristo prima della Crocifissione, nudo sopra la vita, recante le ferite della Passione. Il pannello ha un disegno spaziale insolitamente complesso e soffocante e raffigura il volto di Gesù e della sua addolorata madre. Il pannello è arricchito da un'iconografia complessa e da una profonda drammaticità. Cristo è in uno stato di evidente dolore e sofferenza, mentre sembra quasi nell'atto di mostrare le sue ferite per lo spettatore. All'esterno degli angeli piangenti con la veste bianca portano gli Arma Christi – gli oggetti associati con la sua Crocifissione e morte – sono come sospesi nell'aria intorno a Lui. I Santi presenti includono Maria e la Maddalena. L'Uomo dei dolori è stato descritto come «uno dei più commoventi esempi ... nella prima arte olandese», ed è generalmente considerato un lavoro ad alto contenuto emotivo, soprattutto nella descrizione della pietosa, quasi sconfitta, espressione di Cristo nel suo volto rigato dal sangue. Nulla si sa del pannello destro andato perduto; potrebbe aver contenuto un'altra scena religiosa o un ritratto del donatore. 

## Storia

### Provenienza
Nulla si sa dei committenti o primi proprietari.  Considerando i residui dei cardini sulla cornice, l'opera e possibile supporre che la tavola formasse il lato sinistro di un dittico, di cui è andato perso lo scomparto opposto. Fu probabilmente diviso nel corso del XVIII secolo, quando le composizioni di quel periodo andarono fuori moda e venivano, pertanto, suddivise per essere vendute come quadri isolati. Si suppone che l'Uomo dei dolori facesse parte di una serie di piccoli dipinti della Commanderia dei Cavalieri di San Giovanni di Haarlem, originariamente conservato nella chiesa dell'ordine, un gruppo di opere che esploranti una vasta gamma di emozioni umane. 

### Attribuzione e critica

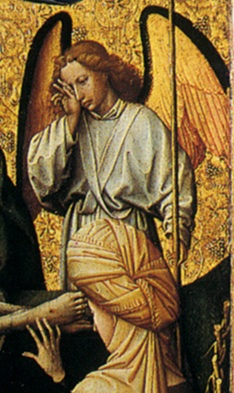
Robert Campin. Trittico della sepoltura di Cristo, c. 1410-1415. The Courtauld Institute of Art di Londra.

Il lavoro è attribuito a Geertgen tot Sint Jans principalmente per le sue forme geometriche tipicamente semplificate e per la somiglianza con la sua Lamentazione di Cristo, un dipinto in cui i volti e le espressioni di Maria e Giovanni mostrano una somiglianza sorprendente con l'opera presente. L'attribuzione è stata accettata da Friedländer e Panofsky. 
Soprattutto Panofsky era entusiasta della tavola, mentre Friedländer non la teneva in grande considerazione. Quest'ultimo ha elogiato la rappresentazione della Vergine, in particolare il viso e le mani, e ha descritto la raffigurazione della Maddalena come «altamente realistica, soprattutto nel gioco d'ombre« e come «uno dei migliori lavori del maestro». Tuttavia, trovava la figura di Cristo piuttosto «tradizionale», cui aggiungeva una «assenza di elaborazione spaziale, che risulta ancora più fastidiosa». Riteneva che l'immagine mancasse complessivamente di profondità di campo e di equilibrio compositivo.
Panofsky, anche se generalmente ammirava l'analisi di Friedländer, era in forte disaccordo, tanto che nel saggio del 1927 sulle raffigurazioni neerlandesi dell'Uomo dei Dolori scrisse: «Tutte le linee apparentemente casuali della composizione conducono con forza irresistibile al volto del Salvatore, il quale, quasi fosse sollevato e messo in risalto sull'intera rappresentazione, concentra su di noi i suoi grandi occhi ricolmi di lacrime, la somma di tutti i dolori che Egli soffre, e tutto il lutto che è sofferto per lui, e che ora sembra assediarci".

## Descrizione

### Tema devozionale

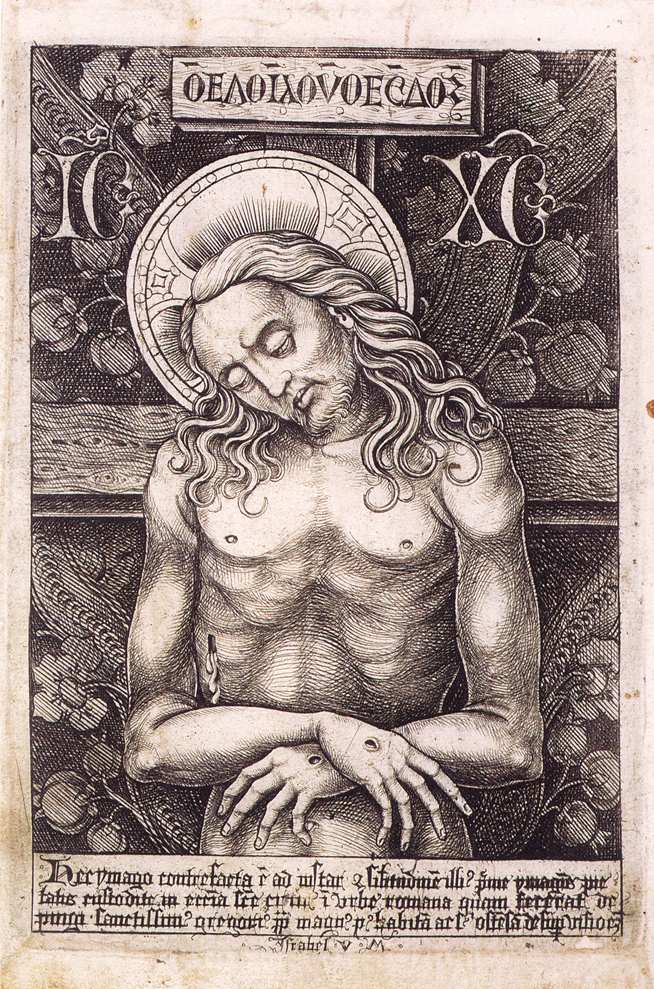
Israhel van Meckenem ,Vera icona, incisione, c. 1490. Musei statali di Berlino.

Il pannello rientra nella tradizione dell'immagine iconografica devozionale dell'«uomo dei dolori», che si sviluppò in Europa dalla fine del XIII secolo, e divenne particolarmente popolare anche nel Nord Europa. La frase tratta dai brani biblici di Isaia, si traduce in neerlandese come Man van Smarten o in tedesco Schmerzensmann (Vir dolorum nella Vulgata):
4 Eppure egli si è caricato delle nostre sofferenze, si è addossato i nostri dolori e noi lo giudicavamo castigato, percosso da Dio e umiliato.

5 Egli è stato trafitto per i nostri delitti, schiacciato per le nostre iniquità. Il castigo che ci dà salvezza si è abbattuto su di lui; per le sue piaghe noi siamo stati guariti.

6 Noi tutti eravamo sperduti come un gregge, ognuno di noi seguiva la sua strada; il Signore fece ricadere su di lui l'iniquità di noi tutti»
(Isaia 53.)
In questo tipo opere si chiede all'osservatore di porsi di fronte al corpo ferito, mutilato e seminudo del Cristo, di contemplarlo e di assumersi la responsabilità delle sue sofferenze. La caratteristica che differenzia il lavoro di Geertgen da opere di simile soggetto è la rappresentazione di Cristo con il capo sollevate e lo sguardo rivolto allo spettatore.

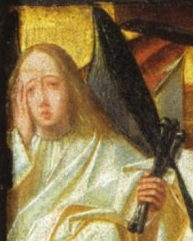
Particolare con angelo sopraffatto dal dolore.

In questo dipinto Cristo si alza sulla sua tomba, un sarcofago di pietra. Tutto il suo corpo è lacerato e contorto per le ferite della flagellazione. Tuttavia non è ancora morto, come in precedenti rappresentazioni. I suoi occhi fissano direttamente lo spettatore, un espediente identificato dallo storico dell'arte Erwin Panofsky come riferito al passo biblico «Ecco quello che ha sofferto per te». Il gesto fu in precedenza identificato dallo storico dell'arte Alois Riegl come evocazione di una «unione esterna» in cui lo sguardo di Cristo diventa tutt'uno con il mondo dello spettatore. Lo storico dell'arte Wouter Slob scrive come l'espressione di Cristo «affronta lo spettatore contemporaneo con le conseguenze del suo peccato, il sangue che sgorga dal pannello è come se fluisse a causa della sua colpa». Nonostante l'apparente agonia di Cristo, la sua postura nel sarcofago è animata, un poco inginocchiata un poco rialzata, pare presagire la sua prossima Risurrezione. Ma può anche scendere nella sua tomba. Alla sinistra del Cristo, Maria Maddalena si inginocchia in preghiera: le braccia ferme sul sarcofago, lo sguardo depresso, l'espressione lamentosa sono un vero e proprio studio sul dolore. Ai piedi della Croce, la madre di Gesù, Maria, si duole con le dita intrecciate, mentre grandi lacrime le scendono sul viso. È sostenuta da Giovanni Evangelista, di cui solo la testa e le mani sono visibili, mentre si asciuga le lacrime con il dorso della mano. Gli angeli in bianche vesti, anch'essi con gli occhi gonfi di lacrime, portano le Arma Christi: la lancia, la sacra spugna e i tre chiodi della Croce. 

### Partecipanti al supplizio

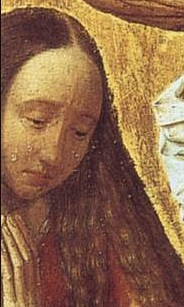
Dettaglio Maria Maddalena.

Il piccolo gruppo di santi e angeli che piangono apertamente, infondono alla Passione una profonda umanità ed esprimono un forte turbamento emotivo. Probabilmente l'uso delle lacrime riflette la tendenza di Geertgen verso l'emotività, ma potrebbe anche essere stato inteso a ispirare la contrizione, forzando lo spettatore a vedere le sofferenze di Cristo in termini individuali ed a riflettere sulla propria colpevolezza. La teologia della Chiesa del tempo incoraggiava la compassione per la sofferenza di Cristo, sottolineando nel contempo come la sua umanità fosse la fonte dei suoi tormenti. Secondo lo storico dell'arte John Decker, i «sermoni e i tratti di devozione medievali incoraggiavano i fedeli a studiare il corpo spezzato di Cristo, a misurare le sue ferite e a tenere sempre a mente come i vari peccati del genere umano causassero ogni singola ferita». L'intera scena concede agli spettatori l'«opportunità di interagire in modo empatico con la Storia Sacra»; incoraggiando la contrizione e la penitenza, un approccio che è riflesso nelle opere di Rogier van der Weyden, e che viene successivamente adottato da Geertgen.

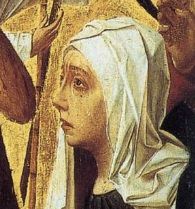
Particolare che mostra Maria, madre di Gesù, con una lacrima sulla sua guancia.

La rappresentazione delle lacrime per denotare il dolore era probabilmente derivato da Rogier, da sempre affascinato dalle lacrime e dalla raffigurazione del pianto, come si può notare particolarmente nella sua Discesa dalla Croce di Madrid. Maria ha una grande lacrima che cola lungo la guancia, lo storico dell'arte Moshe Barasch la descrive come «dipinta con sottili ombre per darle consistenza materiale, con riflessi e un punto abbagliato, per renderla trasparente e brillante", e la confronta con la resa visiva dei gioielli o dei vetri. 
In alcuni casi le lacrime sono solo suggerite da un gesto della mano piuttosto che essere effettivamente mostrate. in ciò l'autore è nuovamente influenzato dalla citata Discesa dalla Croce di Rogier, ed anche dalla Sepoltura di Campin, dove appunto le lacrime di una delle figure si deucono dal fatto che questa si asciuga il volto con il dorso della mano, un espediente che Rogier riprese e perfezionò vent'anni dopo. 

### Crocifissione

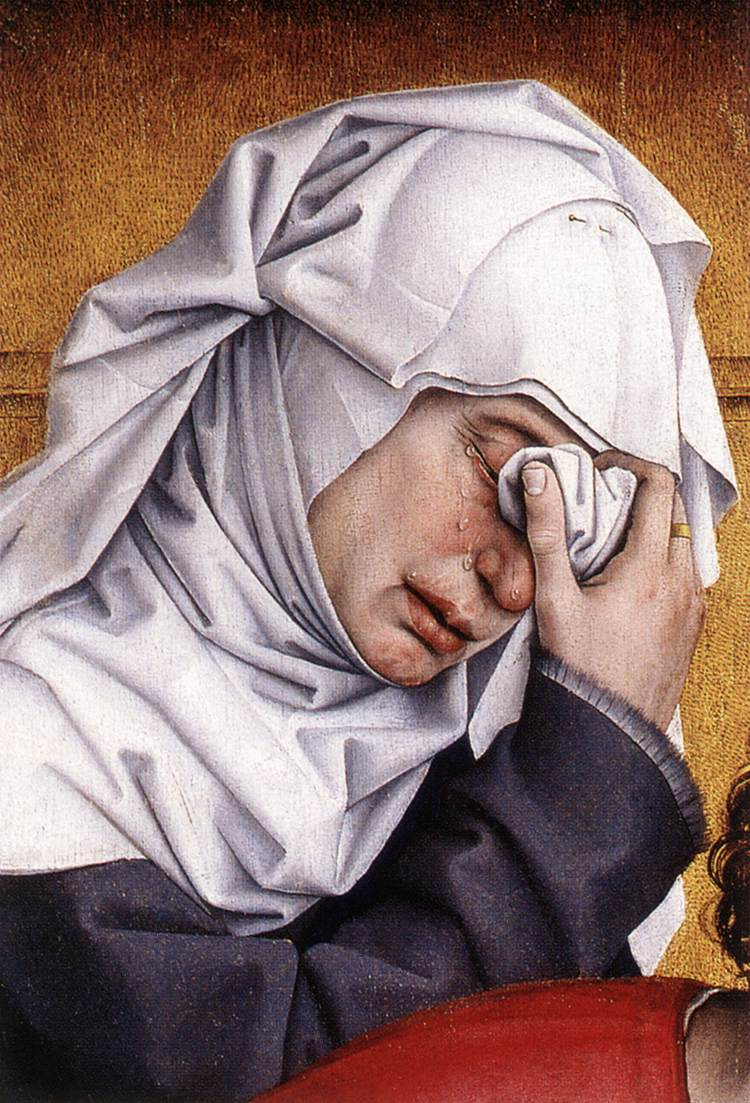
Particolare della Discesa dalla Croce di Rogier van der Weyden, c. 1435. Qui van der Weyden ritrae le lacrime e gli occhi parzialmente visibili di Maria di Cleofa.

La tavola mostra il corpo torturato di Cristo nel suo luogo di riposo sul Calvario, porta ancora il tormento della crocecon le ginocchia che si piegano sotto il peso. Il dipinto contiene molti simboli della sua Passione. Cristo la corona di spine che spargono sangue sul suo viso. Le sue braccia sono profondamente lacerate dai segni del flagello. Alza debolmente la mano destra per indicare la profonda ferita al costato, dove secondo le Scritture, fu trafitto dalla lancia dopo la morte sulla Croce.
Nel 1927, Panofsky identificò il pannello come rientrante nella tradizione delle iconiche rappresentazioni devozionali del cosiddetto Uomo dei dolori, sottolineando in particolare l'attenzione dell'artista sull'aspetto sacrificale della Passione e sulla sua cruda e fortemente emotiva raffigurazione della sofferenza fisica. Per certi aspetti il lavoro può essere considerato addirittura poco raffinato; composto principalmente da forme geometriche semplificate, mentre non si ravvisano molte differenziazioni nei volti ovali e idealizzati delle figure femminili. Gli abiti delle figure rappresentate non sono particolarmente dettagliati: la consistenza e la trama sono solo suggeriti dalle pesanti pieghe. Tuttavia, l'opera è piuttosto considerata per la sua composizione complessa e innovativa, con molti degli elementi presentati di scorcio. L'intera rappresentazione risulta accuratamente inquadrata, considerando l'epoca in cui è stata prodotta: tagliar fuori le figure della Maddalena e dell'Evangelista sarebbe stato considerato alquanto audace.